# Staub auf unseren Herzen
Staub auf unseren Herzen ist ein deutsches Filmdrama von Hanna Doose aus dem Jahr 2012 und schildert den Machtkampf zwischen Mutter und Tochter. Es ist der letzte Film mit der verstorbenen Susanne Lothar.

## Handlung
Die junge Mutter Kathi will sich als Schauspielerin in Berlin beruflich etablieren, was sie aufgrund ihrer Langsamkeit und familiären Probleme schwer umsetzen kann. Sie bewirbt sich regelmäßig auf Castings um eine Rolle zu bekommen, erhält jedoch nur Absagen, was auch mit ihrem mangelhaften Talent zu tun hat. Sie spiegelt das Gegenteil ihrer Mutter Chris, einer Lebensberaterin, die Kathis Tun belächelt. Allerdings ist auch sie mittlerweile alleinerziehend und hat einen heranwachsenden Sohn, Gabriel. Ihr Mann hatte sie seinerzeit schwanger sitzen gelassen. Als Kathis Sohn Lenni für kurze Zeit vermisst wird, macht Chris ihre Tochter dafür verantwortlich und zweifelt an ihrer Fähigkeit für ein Kind zu sorgen. Sie nimmt nachfolgend immer mehr Einfluss auf die Kindererziehung und das Leben ihrer volljährigen Tochter. So richtet sie ihr eine Wohnung in ihrer Nähe ein und nimmt ihr den Jungen regelrecht weg, worüber beide in handfesten Streit geraten. Der kleine Lenni muss das miterleben und Kathi verlässt mit ihm die mütterliche Wohnung.
Kathis Vater Wolfgang taucht urplötzlich auf. Er will seine Ex-Frau Chris gern zurückgewinnen, was sie ablehnt. Er hat sie zu sehr enttäuscht, was sie ihm nicht verzeihen kann. So versucht er über die Kinder zu seiner Familie zurückzukommen, doch auch Kathi will nichts mehr von ihm wissen. Ihr Vater rührt zu viele unangenehme Erinnerungen an die Vergangenheit wach. Sein Sohn Gabriel hingegen kennt ihn gar nicht, ist jedoch nicht abgeneigt das Kennenlernen nachzuholen.
Nach Kathis Streit mit ihrer Mutter, zieht sie mit ihrem Sohn schließlich von ihrer Mutter weg in ihre frühere, wesentlich einfachere Wohnung. Als Chris sie dort besucht, weist Kathi die versuchte Wiederannäherung zurück. Sie schließt sich dem Puppenspieler Fabian an, den sie schon vor einiger Zeit kennengelernt hat und geht nun endgültig ihren eigenen Weg.

## Produktion
Staub auf unseren Herzen entstand als Hanna Dooses Abschlussarbeit an der Deutschen Film- und Fernsehakademie Berlin. Gedreht wurde unter dem Arbeitstitel Herzen an 22 Tagen vom 22. Juni bis zum 1. August 2011 in Berlin. Es wurde oft mit zwei Kameras gearbeitet, die parallel drehten. Die Dialoge sind größtenteils improvisiert. Der Film erlebte am 1. Juli 2012 auf dem Filmfest München seine Premiere.

## Auszeichnungen
- Filmfest München 2012.
  - TELE 5 Award[2]
  - Förderpreis Neues Deutsches Kino, Beste Produktion[2]
  - Förderpreis Neues Deutsches Kino, Beste Regie[2]
- First Steps Award 2012: bester abendfüllender Spielfilm[4]

## Kritiken
Christian Buß von Spiegel Online schreibt: „Hanna Dooses Familiendrama […] ist einer dieser wunderbaren intensiven Hochschulabschlussfilme, die alle paar Jahre in der deutschen Filmlandschaft auftauchen. Denen man anmerkt, dass sich ihre Macher jahrelang mit ihrem Thema beschäftigt haben, ohne sich den gängigen Erzählformen des deutschen Films zu beugen. […][Das] Drama [ist] als Reihung von Konfrontationssituationen angelegt, die wie Casting-Szenen funktionieren. […] Man schaut Laien in Sachen Leben dabei zu, wie sie in Rollen schlüpfen, die ihnen möglicherweise eine Nummer zu groß sind. Gestammel und schneidende Verbalattacken, Improvisationscharme und Theatralik - das geht hier zusammen.“
Bei Der Tagesspiegel meint Jan Schulz-Ojala zu diesem bemerkenswerten Film: „‚Staub auf unseren Herzen‘ schildert […] ein furchtbares Tochter-Mutter-Duell, aus dem die Tochter, dunkler Trost, als Siegerin hervorgeht. Unerschütterlich langsam und mit zeitweise den Zuschauer peinigender Selbstbeherrschung gibt Stephanie Stremler das Komplementärpendant zur punktgenau schnelldenkenden und pfeilpräzis ihre Kurzsätze herausfeuernden Lothar. Das ist aufregend, und vor allem: Es tut weh.“
Auch Philipp Stadelmaier bei der Süddeutschen findet nur lobende Worte: „Dadurch, dass Doose in ihrem Drehbuch auf jede sadistische Tour de Force des Drehbuchs verzichtet (selbst das Verschwinden des kleinen Jungen wird hier nicht ausgeschlachtet) und die Dialoge am Set frei improvisieren ließ, bekommt der Film die Spontaneität und das Probenhafte eines einzigen großen Vorsprechens, bei dem Kathi verzweifelt einen Ausdruck sucht und sich ständig beweisen muss.“